# Tavalia Griffin
Tavalia Griffin (Auckland, Nueva Zelanda; 7 de junio de 1974) es una actriz pornográfica neozelandesa retirada asentada en España.

## Biografía y carrera
Tavalia nació en la ciudad de Auckland, Nueva Zelanda, pero al poco tiempo sus padres se trasladaron a España.
En 1998, a la edad de 23 años, inició su carrera en la industria del porno.
Estuvo activa desde 1998 hasta 2004, habiendo aparecido en más de 90 películas.

## Filmografìa
- 2 On 1 3
- Action Sports Sex 8
- All Star Euros
- Art Of Sex
- Behind The Scenes 5
- Best of Gangland 3: Lex Vs. Mandingo
- Big Butt All Stars: Pinky
- Bimbo Bangers From Barcelona
- Buttman's Bend Over Babes 5
- Buttman's Show Off Girls
- Buttwoman 2000
- Champion
- Cherry Poppers The College Years 11: Cram Session
- Chica Boom 3
- Coed Cocksuckers 11
- Coed Cocksuckers 20
- Color Blind 5
- Cumback Pussy 22
- Delirium
- Dirty Newcummers 2
- Down The Hatch
- Ecstasy Girls 4
- Ecstasy Girls Platinum 4
- Ecstasy Girls Raw And Uncensored
- Fuck Pigs 4
- Gangland 10
- Gothix
- Goya: La Maja Desnuda
- Happy Birthday
- Hot Bods And Tail Pipe 16
- International Butt Babes
- In Your Face 5
- Joey Silvera's Let's Fuck Please 10: Virgins And Whores
- Les Tontons Tringleurs
- Little White Chicks... Big Black Monster Dicks 3
- Maxed Out 18
- Max World 19: Cities On Flame
- Misty Rain's Lost Episodes 2
- More Dirty Debutantes 120
- Naughty College School Girls 6
- Nikita X
- Papa Load's Blowjob Babes 3
- Pirate Deluxe 5: Tanya Hide's Twisted Dreams
- Planet Max
- Players Academy
- Please 10: Angels and Whores
- Please Cum Inside Me 4
- Pop Shots
- Private Castings X 32
- Private XXX 7
- Pussyman's Summer Bash
- Ringo's Filthy Mouth Fuckers
- Sex Sells: Especially on TV
- Sexual Society 2: Push It Through
- Six Degrees Of Seduction 3
- Sodomania 33
- Stop My Ass Is On Fire 5
- Tanya Hyde's Twisted Dreams
- Taxi Hard
- There's Something About Jack 15
- Tinseltown
- True Stories of a Sex Stalker 2
- Up And Cummers 73
- Up Your Ass 12
- Uranus Experiment
- Uranus Experiment 2
- Video Adventures of Peeping Tom 21
- Watcher 13
- Watchers
- Workin' Overtime
- World Sex Tour 21
- Wow That's What I Call Sex 7